# Клименко Віктор Іванович (художник)
Клименко Віктор Іванович (1 травня 1932, хутір Веселий, нині с. Веселе Великоновосілківського району Донецька область — 17 травня 2022) — український живописець і графік. Заслужений діяч мистецтв України (2000). Нагороджений Почесними грамотами Міністерства культури і туризму України та Міністерства Збройних сил України. Член Національної спілки художників України (1982). Професор.

## Життєпис
Закінчив Київський державний художній інститут (1964). Педагоги з фаху: В. Костецький, М. Хмелько, В. Чеканюк. 1964—1998 працював художником Дніпропетровської студії телебачення та Черкаського художнього-виробничого комбінату.
Протягом 2002—2015 рр. — викладав на кафедрі образотворчого та декоративно-прикладного мистецтва Черкаського національного університету імені Б. Хмельницького.
Автор історичних композицій, портретів історичних діячів. Учасник всеукраїнських та міжнародних художніх виставок. Персональні — у Черкасах (1982, 1984, 1988, 1992, 1997, 2002, 2007), Києві (1986, 1995—1996, 2001, 2005, 2007), Каневі (1991, 1997), м. Кам'янка (1997, 2008) та Чигирин (1999; усі — Черкаська область). Окремі полотна зберігаються у Черкаському, Уманському краєзнавчому музеях, Корсунь-Шевченківському історико-культурному заповіднику (Черкаська область).
Пішов з життя 17 травня 2022 року.

## Творчість
Живопис — «День Перемоги» (1969), «Максим Кривоніс» (1972; 1987), «Батьківщина в небезпеці. 1941 рік», «Великий Букрин» (обидва — 1975), «Журба», «Б. Хмельницький у Черкаському замку» (обидва — 1976), «Чумаки» (1978), «Березень» (1980), «Батьківщина-мати», «Р. Кириченко» (обидва — 1982), «Історик П. Соса» (1983), «На пагорбі Слави», «Форсування Дніпра», «В. Симоненко» (усі — 1985), «Дорога до храму» (1986), «На шляхах століть» (1992), «С. Неживий у Каневі», «Гайдамаки» (обидва — 1993), «Хата в місячну ніч» (1994), «Б. Хмельницький», «Іван Сірко. Чорна долина» (обидва — 1995), «В. Нечепа» (1996), «Битва під Корсунем» (1998), «Ксенія», «Ранок» (обидва — 1999), «Д. Нарбут» (2000), «Святий вечір» (2001), «Н. Махно. Земля і воля» (2002), «Ой на горі та й женці жнуть», «Татари гонять ясир» (обидва — 2009); графіка — «Чумацька пісня» (1978), «Дружина» (1981), «Антоніна Іванівна» (1992).